# Rimbach (powiat Cham)
Rimbach – miejscowość i gmina w Niemczech, w kraju związkowym Bawaria, w rejencji Górny Palatynat, w regionie Ratyzbona, w powiecie Cham. Leży w Lesie Bawarskim, około 15 km na wschód od Cham.

## Dzielnice
W skład gminy wchodzą następujące dzielnice:
| - Aichet - Aignhof - Albersbach - Ammersreit - Auberg - Dietring - Döding - Dönning - Grafenried - Heißprechting - Hinterholzen - Kettersdorf - Kimperting | - Kreiswald - Lauten-Weschnitz - Lichteneck - Lützel-Rimbach - Madersdorf - Mitlechtern - Mitterrohrbach - Münschbach - Oberellbach - Offersdorf - Ortholbing - Perlesried - Rattenbach | - Sallach - Schafhof - Thenried - Unter Mengelbach - Unterellbach - Unterrohrbach - Vogging - Volksdorf - Wöhrmühle - Zettisch - Zotzenbach |